# Oeste FC
Oeste Futebol Clube, znany również jako Oeste Barueri – brazylijski klub piłkarski z siedzibą w Barueri w stanie São Paulo.

## Historia
Oeste Futebol Clube został założony 25 stycznia 1921 w Itápolis przez dwóch braci, z których jeden był kibicem CR Flamengo a drugi Fluminense FC. Ostatecznie zdecydowali, że klub nosił nazwę Oeste a barwy i herb przyjęto wzorowane na Flamengo. W 2003 roku klub po raz pierwszy w jego historii klub awansował do pierwszej ligi stanowej. Pobyt w stanowej elicie trwał tylko sezon, gdyż Oeste zajęło ostatnie miejsce w lidze. Do Série A1 klub powrócił w 2009. W 2011 klub zajął 6. miejsce Paulistão, dzięki czemu klub po raz zakwalifikował się do rozgrywek Campeonato Brasileiro Série D. W Série D klub dotarł do półfinału, zajmując ostatecznie 4. miejsce. Dzięki zajęciu 4. miejsca klub po raz pierwszy w swej historii awansował do Série C.
W 2017 roku klub przeniósł swoją siedzibę z Itápolis do Barueri.

## Sukcesy
- 1 sezon w Campeonato Brasileiro Série C: 2012- .
- Campeonato Paulista do Interior (1):  2011.
- Campeonato Paulista Série A2 (1): 2003.
- Campeonato Paulista Série A3 (2): 1992, 2002.